# Génération Electro
Pour plus de détails, voir Fiche technique et Distribution.
Génération Electro est un documentaire français réalisé par Christophe Chevalier et produit par Mathias Bernard, sorti le 2 juillet 2008 au cinéma et le 6 mai 2009 en DVD.

## Fiche technique
- Réalisation et scénario : Christophe Chevalier
- Photographie : Frédérick Vitadier
- Montage : Sophie Bousquet-Foures
- Musique : DSL
- Producteur : Mathias Bernard
- Distribution : Acacia Films Production
- Langue : français